# Ken Hancock
Ken Hancock, all'anagrafe Kenneth Paul Hancock (Milton, 25 novembre 1937 – 27 aprile 2025) è stato un calciatore inglese, di ruolo portiere.

## Carriera

### Giocatore
Hancock dopo aver giocato nelle giovanili dello Stoke City si trasferisce nel novembre del 1958 ai rivali cittadini del Port Vale, militanti nel neonato campionato di quarta divisione: qui, all'età di 21 anni, fa il suo esordio tra i professionisti, vincendo il campionato e conquistando di conseguenza la promozione in terza divisione, categoria nella quale gioca poi con grande regolarità negli anni seguenti, fino al dicembre del 1964, per un totale di 241 presenze in incontri di campionato (e 269 presenze tra tutte le competizioni ufficiali) con la maglia dei Valiants, che successivamente lo cedono per 10000 sterline all'Ipswich Town, neoretrocesso in seconda divisione: anche con i Tractor Boys Hancock si impone fin da subito come titolare, giocando per tre stagioni e mezzo in seconda divisione, campionato che vince nella stagione 1967-1968. L'anno seguente, all'età di 31 anni, esordisce in prima divisione, perdendo però il posto da titolare: dopo 18 presenze in massima serie, nel marzo del 1969 viene ceduto per 7000 sterline al Tottenham, altro club di prima divisione, con cui nella parte conclusiva della stagione gioca un'ulteriore partita in prima divisione; gioca negli Spurs anche nella stagione 1970-1971, nella quale disputa altre 2 partite in prima divisione. Si trasferisce quindi al Bury, in quarta divisione: qui, nell'arco di un biennio gioca in totale 35 partite di campionato. Chiude infine la carriera nel 1975, dopo due stagioni giocate a livello semiprofessionistico nella Northern Premier League rispettivamente con le maglie di Stafford Rangers e Northwich Victoria.
In carriera ha totalizzato 442 presenze nei campionati della Football League.

### Allenatore
Subito dopo il ritiro è tornato al Port Vale, in terza divisione, per lavorare come vice dell'allenatore Roy Sproson. Nel 1978 ha lasciato i Valiants per diventare allenatore dei semiprofessionisti del Leek Town, incarico che ha mantenuto fino al 1979.

## Palmarès

### Giocatore

#### Competizioni nazionali
- Campionato inglese di seconda divisione: 1

Ipswich Town: 1967-1968
- Campionato inglese di quarta divisione: 1

Port Vale: 1958-1959